# ラインハルト・シュヴァルツ＝シリング
ラインハルト・シュヴァルツ＝シリング（Reinhard Schwarz-Schilling、1904年5月9日 - 1985年12月9日）は、ドイツの作曲家。

## 来歴
ハノーファー出身。化学薬品製造業者の子として生まれ、1922年からミュンヘン・ケルンで音楽を学んだ。さらに1927年から1929年までハインリヒ・カミンスキに師事した。1938年からベルリン音楽大学（現在のベルリン芸術大学）で教職に就いた。
敬虔なカトリック教徒で、その音楽はしばしば宗教的・霊的なテーマから発想を得ている。彼の調性音楽の語法はヨハン・ゼバスティアン・バッハの伝統に従ったものであり、また師であるカミンスキの影響を強く受けている。多くの管弦楽曲・室内楽曲・オルガン曲・合唱曲を作曲したが、もっともよく知られている作品は1979年から1982年にかけて作曲したカンタータ『Die Botschaft』である。

## 親族
政治家のクリスティアン・シュヴァルツ＝シリングは息子にあたる。

## 作品
- オーケストラのためのパルティータ（1935）
- 弦楽オーケストラのための序奏とフーガ（1948）

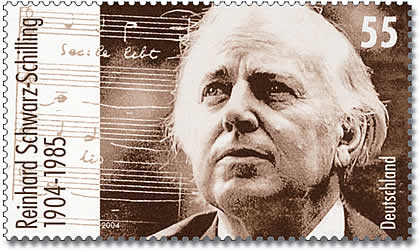
ラインハルト・シュヴァルツ＝シリング生誕100周年切手

- ヴァイオリン協奏曲（1953）
- 交響曲ハ長調（1963）